# 201
|  | Aquest article tracta sobre l'any. Si cerqueu l nombre, vegeu «Nombre 201». |

## Esdeveniments
- Inundació a Edessa[1]